# Odontesthes perugiae
Odontesthes perugiae är en fiskart som beskrevs av Barton Warren Evermann och Kendall, 1906. Odontesthes perugiae ingår i släktet Odontesthes och familjen Atherinopsidae. Inga underarter finns listade i Catalogue of Life.